# Garbaty most (Moskwa)
 Garbaty most  (ros. Горбатый мост) – most znajdujący się w rejonie priesnienskim Moskwy, znajduje się nad dawnym, suchym korytem rzeki Priesnia. Usytuowany jest tuż obok moskiewskiego Białego Domu – siedziby rządu federalnego. 
Most został zbudowany w połowie XVIII wieku, na tamie tworzącej Niżnyj Priesnienski staw. Kiedy w 1806 roku na terenie Priesnienskich Stawów został utworzony pierwszy park publiczny w Moskwie, Garbaty most był pokryty białym kamieniem i fantazyjnie oświetlony.

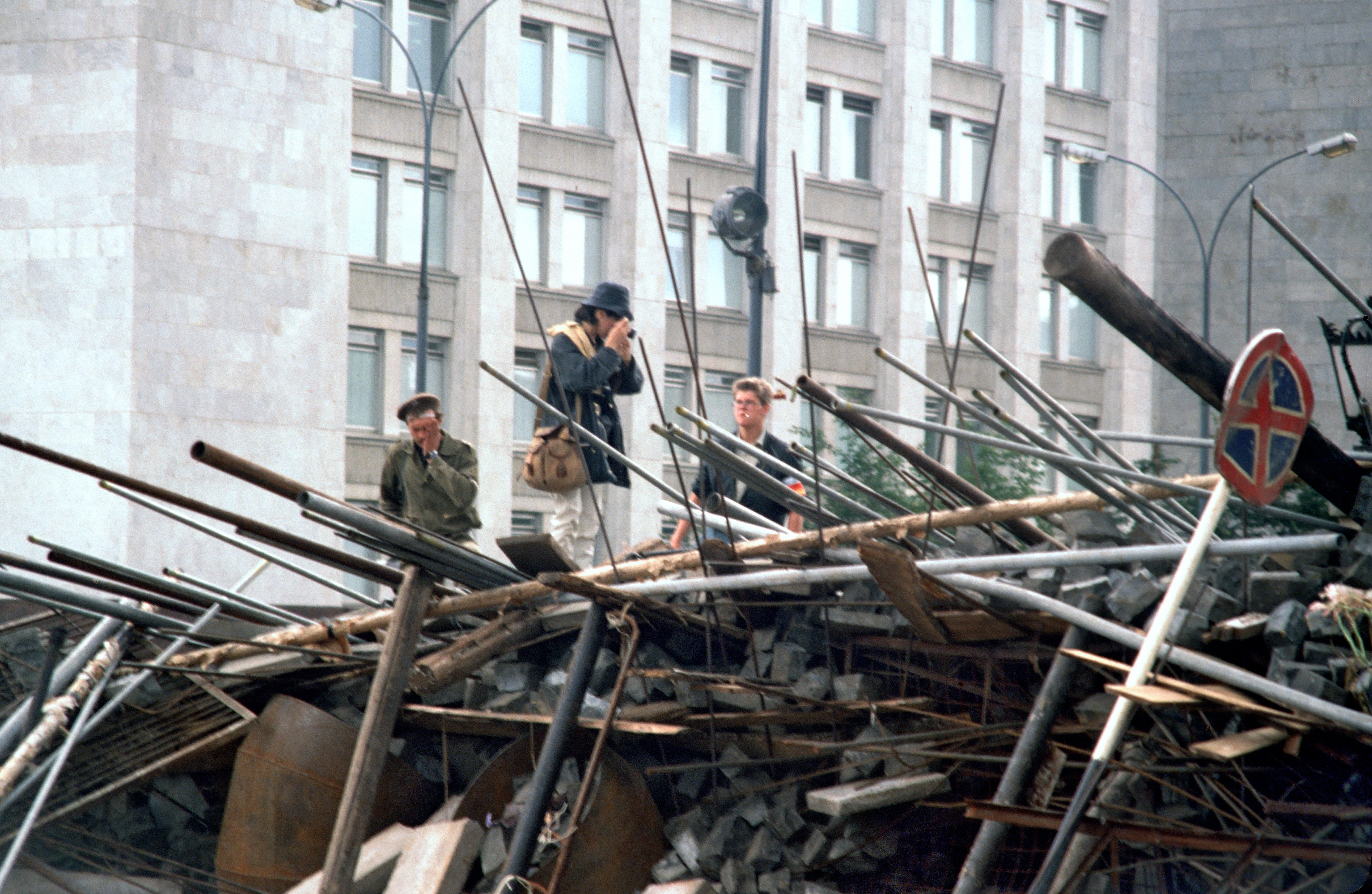
Barykada na Garbatym moście w 1991 r.

W XX wieku (1905) nadano mu oficjalną nazwę „Most”. W 1980 roku został odrestaurowany. Uzyskał sławę w wyniku zbrojnych konfrontacji wokół pobliskiego Białego Domu w czasie puczu moskiewskiego w sierpniu 1991 roku i kryzysu konstytucyjnego w październiku 1993 roku. W 1990 i na początku 2000 r. stał się miejscem demonstracji i pikiet m.in. oszukanych inwestorów, górników i politycznej opozycji.